# サンドイ島
サンドイ島（フェロー語: Sandoy、デンマーク語: Sandø）は、フェロー諸島で5番目に大きな島。南部5島のもっとも北に位置する。中心地はサンドゥール村 (Sandur) で、人口は599人（2011年）。その他の村落にスカルヴァネス (Skarvanes) 、スコープン (Skopun) 、スコーラヴィーク (Skálavík) 、フーサヴィーク (Húsavík) 、ダルール (Dalur) がある。
似た名前の島としてオークニー諸島にサンデー島 (Sanday) 、インナー・ヘブリディーズ諸島にサンデー島 (Sanday) 、ノルウェーにサンドイ島 (Sandøy) がある。

## 重要野鳥生息地
島の周囲の断崖と急斜面は、海鳥の重要な繁殖地であることからバードライフ・インターナショナルから重要野鳥生息地 (IBA) に認定されている。そこではフルマカモメ（5万つがい）やマンクスミズナギドリ（5000つがい）、ヒメウミツバメ（5万つがい）、ヨーロッパヒメウ（150つがい）、オオトウゾクカモメ（15つがい）、ニシツノメドリ（7万つがい）、ハジロウミバト（400つがい）が営巣する。島ではこのほか、100つがいから150つがいのチュウシャクシギが繁殖するサンドゥール村周囲の荒地や泥炭地が広がる低地やグレトヒス湖、ルトラ湖、サンズ湖、ストーラ湖といった湖沼もIBAになっている。

## ギャラリー

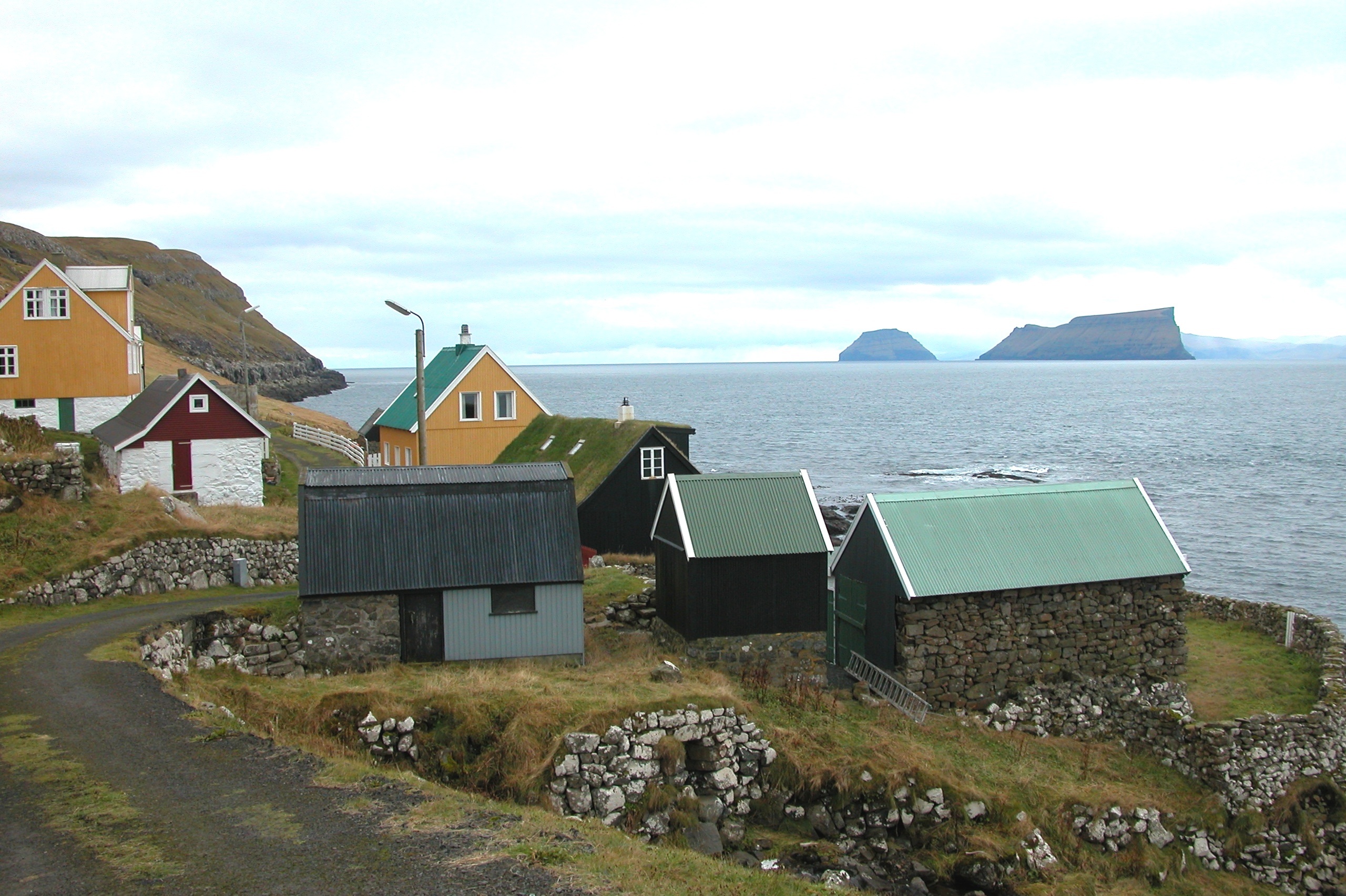
スカルヴァネス
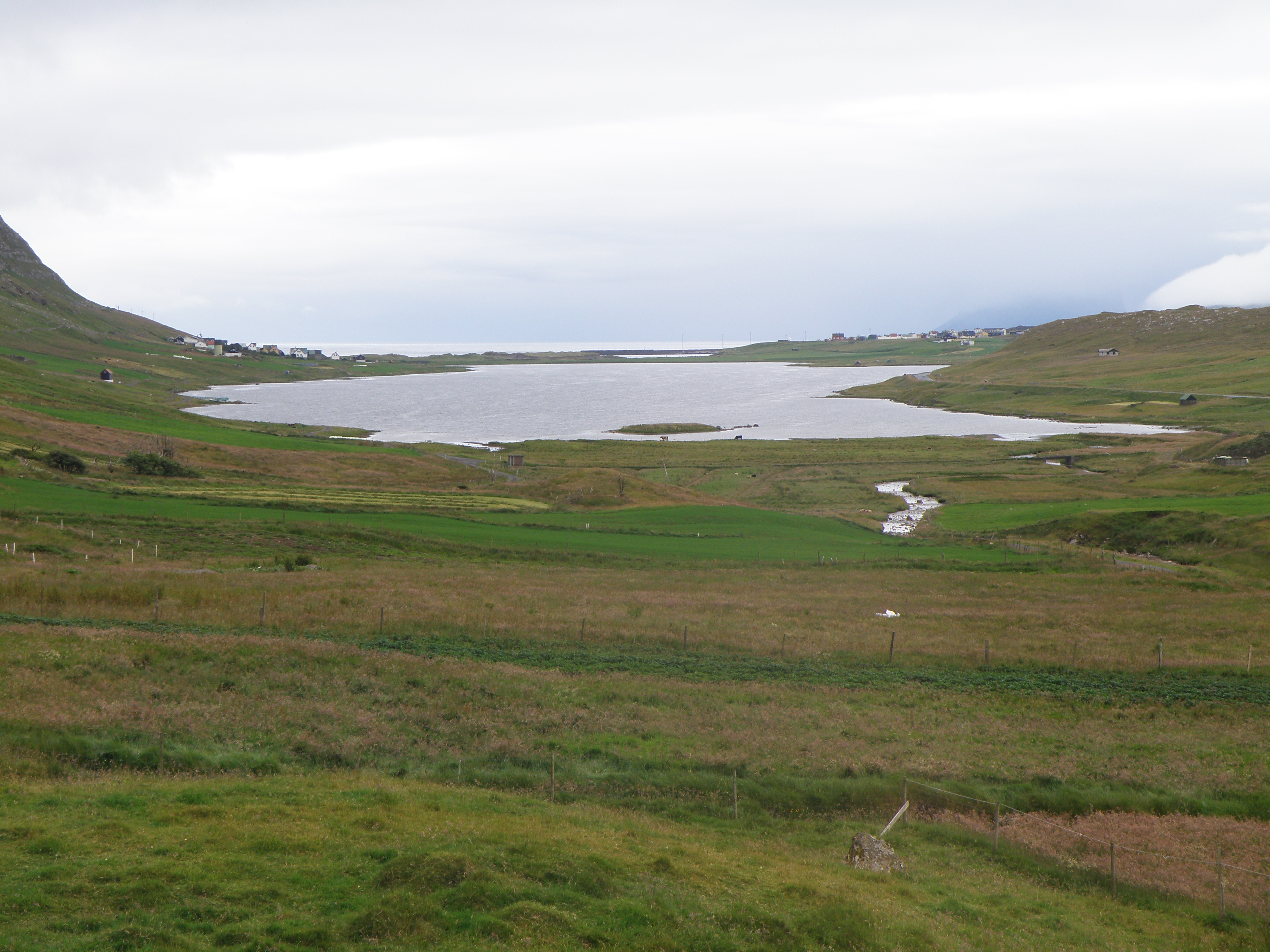
サンズ湖。その面積は島内最大、フェロー諸島でも3番目に大きい。
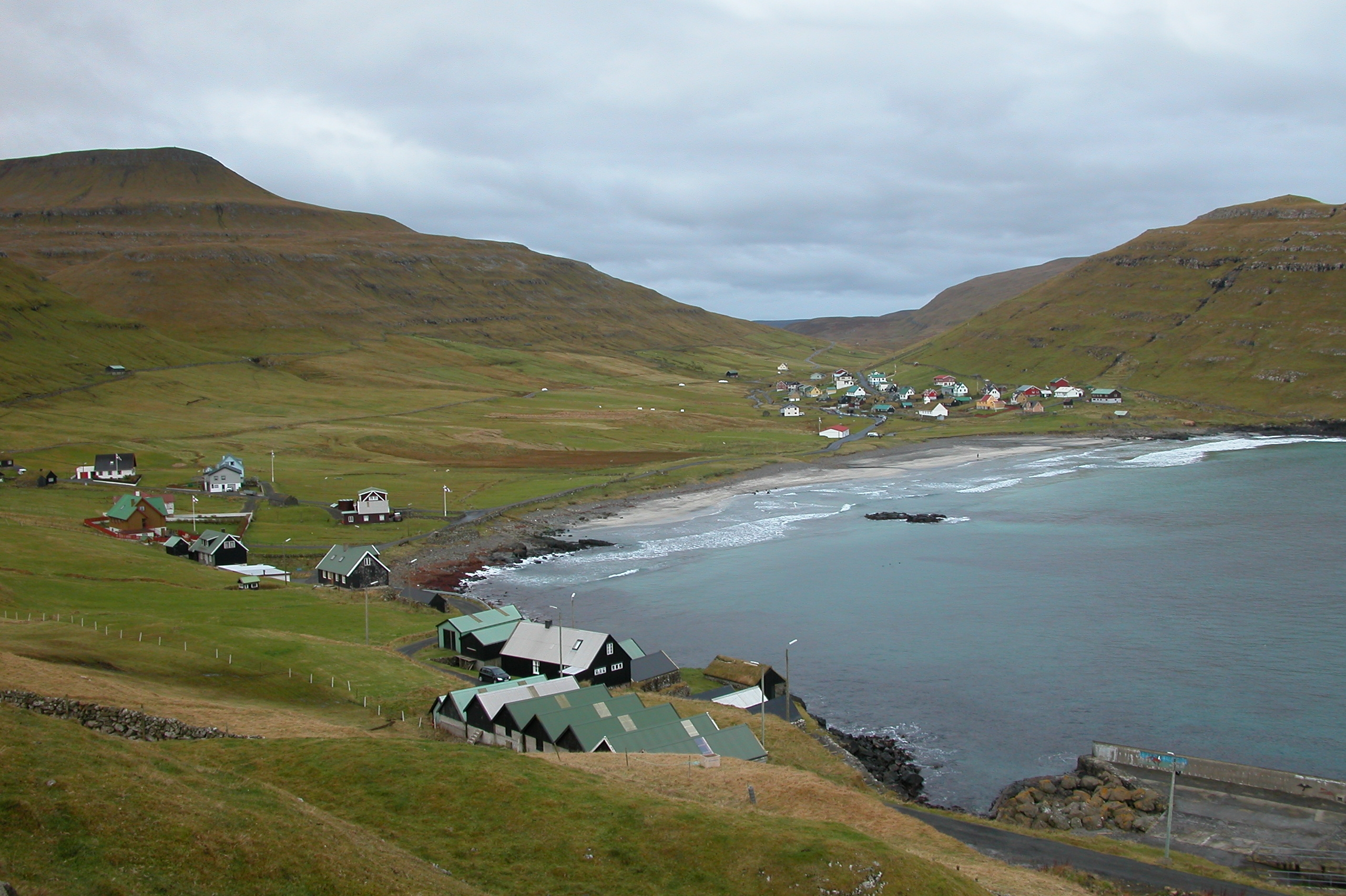
フーサヴィーク
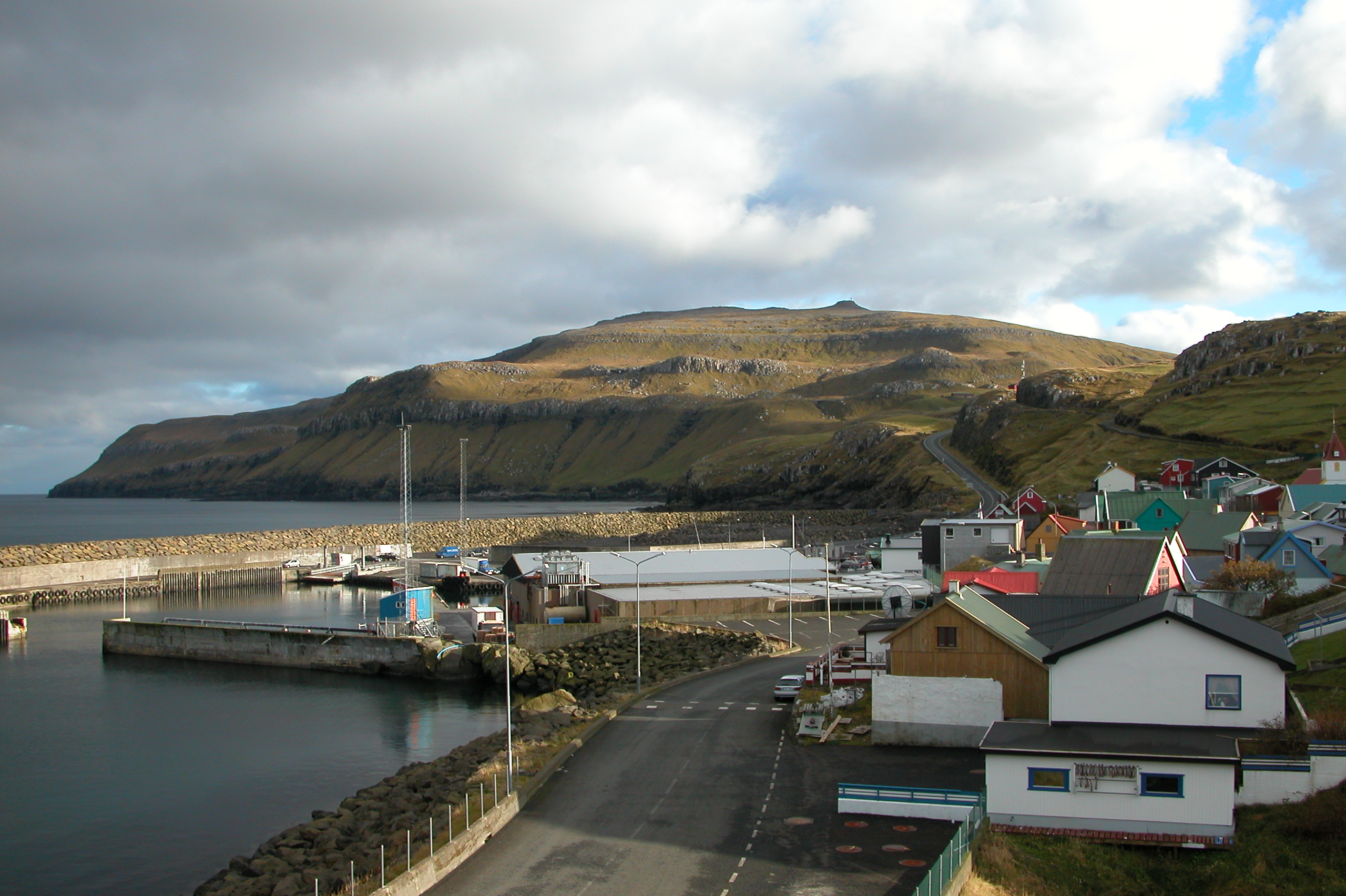
スコープン
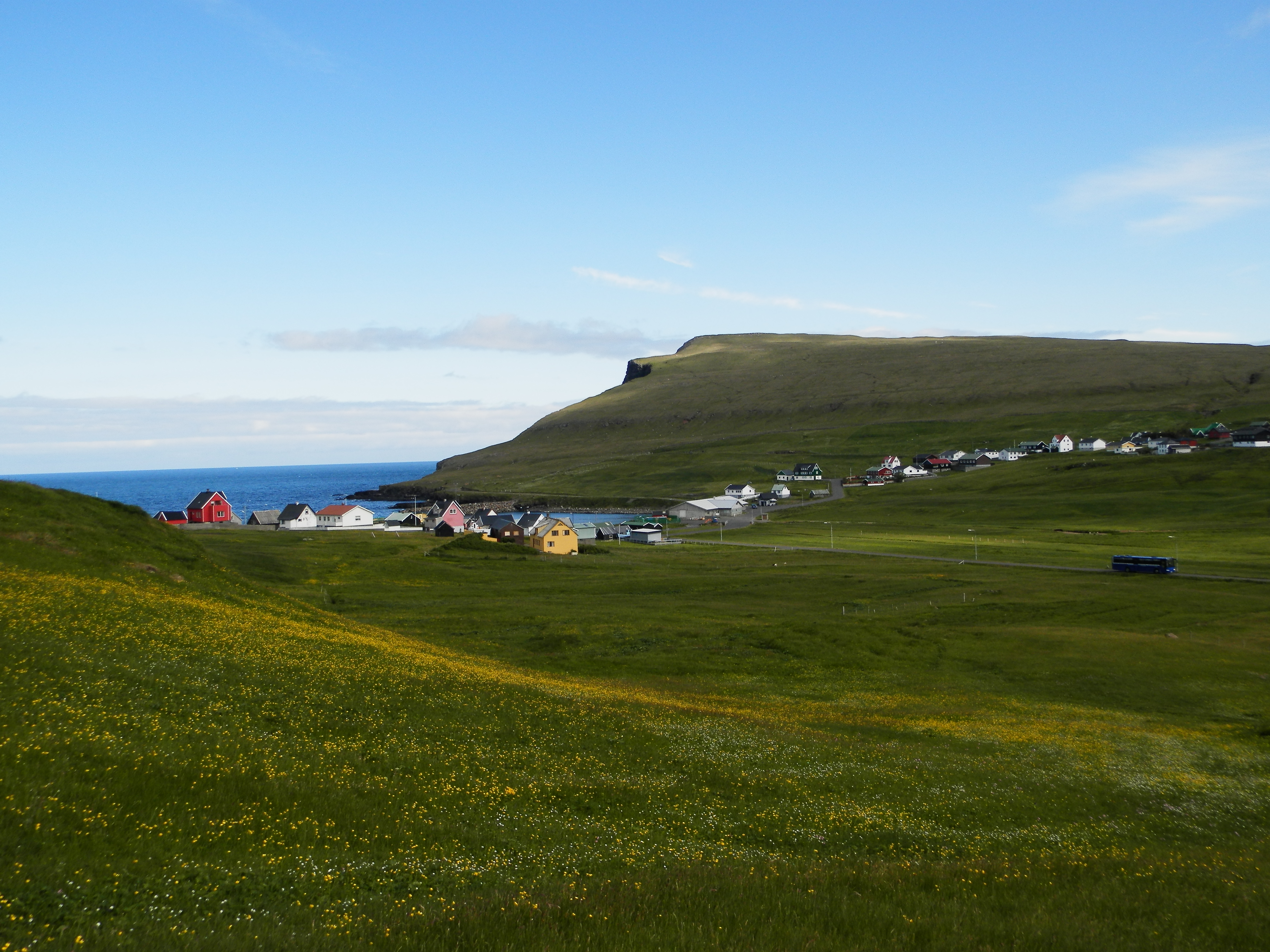
スコーラヴィーク
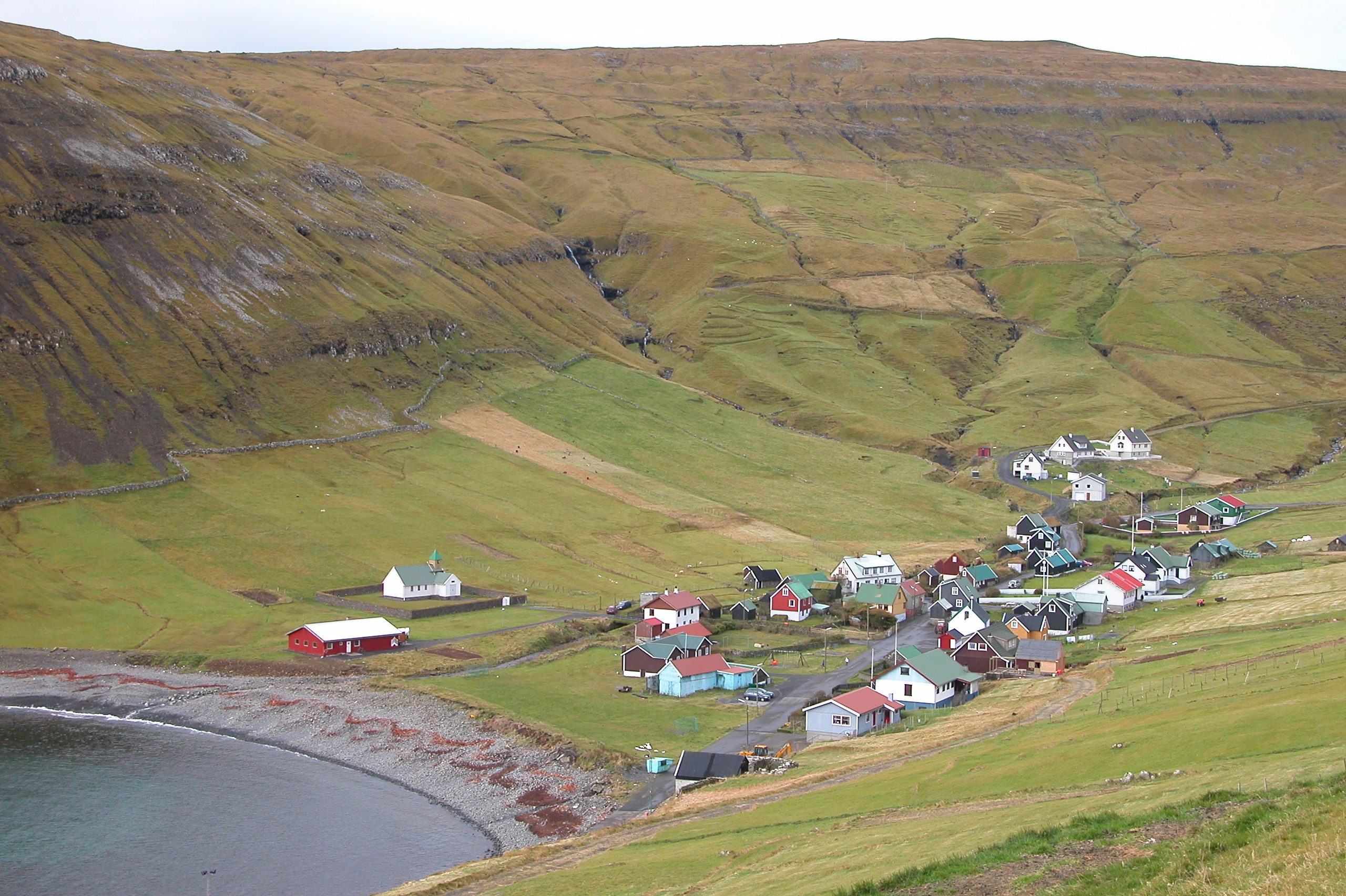
ダルール